# Club des Jeunes Filles Leaders de Guinée
Club des Jeunes Filles Leaders de Guinée (CJFL-Guinée), fondé en février 2016, est une association militante pour les droits des femmes et des enfants de la république de Guinée. Son activité principale est la lutte contre les mariages forcés, les violences conjugales et les mutilations génitales.

## Historique
Créé le 28 février 2016, le club vit avec le soutien de structures internationales qui l'aident à la mise en place des cadres de sensibilisation communautaires et des cellules d’écoute parce que le constat est alarmant. Dans une enquête réalisée en 2017 par le gouvernement, 63% des guinéennes sont victimes de violences conjugales, 29% de violences sexuelles, 22,8% des filles sont mariées avant l'âge de 15 ans, et 55% avant 18 ans.
| Portrait | Nom et prénoms      | Debut | Fin      | Titre               |
| -------- | ------------------- | ----- | -------- | ------------------- |
|          | Hadja Idrissa Bah   | 2016  | 2020     | Présidente          |
|          | Kadiatou Konaté     | 2021  | 2023     | Directrce exécutive |
|          | Oumou Khairy Diallo | 2023  | En cours | Directrce exécutive |

## Activités
L'association mène des activités de lobbying auprès des institutions publiques en faveur de l'établissement de cadres juridiques plus équitables.

## Révision du code de l’enfance
Le Club a déposé un document auprès du chef du Gouvernement Ibrahima Kassory Fofana pour demander le passage de 16 à 18 ans de l’âge légal du mariage pour les filles en Guinée.

## Forum de la jeune fille guinéenne

### Première édition
C’est parti pour le tout premier forum dédié exclusivement à la jeune fille guinéenne. En effet, le Club des jeunes filles leaders de Guinée a lancé ce vendredi 5 février 2021, dans un luxueux hôtel de Conakry, la première édition du Forum de la jeune fille guinéenne. C’est sous le thème Jeunes filles, victimes et actrices du changement(comme pour dire que le combat pour l’autonomisation et l’épanouissement de la jeune fille guinéenne doit se faire avec elle et par elle-même) que cet évènement de deux jours a été lancé.

### Troisième édition
Du vendredi 25 au Samedi 26 Octobre 2024 Le Club Des Jeunes Filles Leaders De Guinée a organisé le Forum de la Jeune Fille Guinéenne sous le thème ''Violences basées sur le genre en Guinée: progrès réalisés défis persistants". Des travaux de cette troisième édition ont été officiellement lancés par la ministre de la promotion féminine de l'enfance et des personnes vulnérables accompagnée par des partenaires internationaux et des diplomates accrédités en République de Guinée,.

## Forum Africain de la Jeune Fille
Lors d’un point de presse le samedi 7 décembre 2019, le Club des jeunes filles leaders de Guinée (CJFL-Guinée) a présenté son projet de forum qui se veut être un cadre de concertation sur les maux (violences basées sur le genre, excision, mariage précoce, viol…) auxquels sont confrontées au quotidien les jeunes filles en Guinée et sur le continent africain.

## Prix et reconnaissance
- 2023 : Lauréate du prix liberté de la 5e édition du prix Liberté dans le cadre du Forum Normandie pour la Paix porté par la Région Normandie[7],[8],[9].